# حظ موفق لك يا ليو غراندي
حظ موفق لك يا ليو غراندي (بالإنجليزية: Good Luck to You, Leo Grande)‏ هو فيلم كوميديا دراما من بطولة إيما تومسون وداريل ماكورماك. عرض الفيلم لأول مرة خلال مهرجان صاندانس السينمائي 2022.